# Liste von Wüsten in Nordamerika
Dies ist eine unvollständige Liste von Wüsten in Nordamerika.
| Name                      | Bild | Ort | Typ                   | Fläche (km²) |
| ------------------------- | ---- | --- | --------------------- | ------------ |
| Alvord Desert             |      | südöstlicher Teil des US-Bundesstaates Oregon |                       | 218          |
| Anza-Borrego              |      | Kalifornien (größtenteils im San Diego County (Südkalifornien), ein kleiner Teil im Norden gehört zum Riverside County) |                       | 2.428        |
| Baja-California-Wüste     |      | mexikanische Halbinsel Niederkalifornien, Teilregion der Sonora-Wüste |                       | 30.000       |
| Black Rock Desert         |      | nordwestlichen Teil Nevadas auf dem Seebett des prähistorischen Lake Lahontan |                       | 30.044       |
| Bolsón de Mapimí          |      | zentralen Hochland von Mexiko im Bundesstaat Durango |                       | 129.000      |
| Cataviña-Wüste            |      | mexikanischer Bundesstaat Baja California |                       |              |
| Chihuahua-Wüste           |      | Grenzgebiet der USA und Mexiko | Sandwüste             | 362.600      |
| Colorado-Wüste            |      | vom südöstlichen Teil von Kalifornien bis über die Grenze nach Mexiko, Teil der Sonora-Wüste |                       | 40.000       |
| Death-Valley-Nationalpark |      | südöstlich der Sierra Nevada, zum größten Teil auf dem Gebiet Kaliforniens und zu einem kleineren Teil in Nevada | Teil der Mojave-Wüste |              |
| Escalante (Wüste)         |      | US-Bundesstaat Utah |                       | 8.469        |
| Gran Desierto de Pinacate |      | mexikanischer Bundesstaat Sonora. |                       | 1.554        |
| Great Divide Basin        |      | US-Bundesstaat Wyoming |                       | 10.253       |
| Große Salzwüste           |      | westlich des Großen Salzsees im nördlichen Teil des US-Bundesstaates Utah | Salzwüste             | 10.360       |
| Großes Becken             |      | Westen der USA zwischen der Wasatchkette im Osten sowie der Sierra Nevada und der Kaskadenkette im Westen über mehrere US-Bundesstaaten, überwiegend jedoch in Nevada                                                                                               |                       | 10.565       |
| Mojave-Wüste              |      | Westen Nordamerikas, auf dem Gebiet der US-Bundesstaaten Kalifornien, Utah, Nevada und Arizona |                       | 35.000       |
| Nordamerikanische Arktis  |      | nördliche Regionen von Nordamerika, wie Alaska, Kanada und Grönland | Eiswüste              |              |
| Owyhee-Wüste              |      | Nordnevada, dem südwestlichen Idaho und im südöstlichen Oregon |                       | 36.000       |
| Painted Desert            |      | Colorado-Plateau im US-Bundesstaat Arizona |                       | 19.425       |
| Rogers Dry Lake           |      | der Mojave-Wüste im kalifornischen Kern County, rund 160 Kilometer nordöstlich von Los Angeles |                       | 114          |
| San-Felipe-Wüste          |      | Ostseite der Halbinsel Niederkalifornien im mexikanischen Bundesstaat Baja California |                       |              |
| Sonora-Wüste              |      | Mexiko, einen großen Teil des gleichnamigen Bundesstaates Sonora, des östlichen Küstengebiets von Niederkalifornien sowie in den nördlich angrenzenden USA den südwestlichen Teil des Bundesstaates Arizona und den südöstlichen Teil des Bundesstaates Kalifornien |                       | 320.000      |
| Vizcaíno-Wüste            |      | Halbinsel Niederkalifornien |                       |              |
| Yuma-Wüste                |      | Südwesten der Vereinigten Staaten im Grenzbereich Arizonas und Kaliforniens in den Nordwesten des mexikanischenBundesstaats Sonora, Wüstenabschnitt der Sonora-Wüst                                                                                                 |                       |              |